# Alliance of Concerned Teachers
L'Alliance of Concerned Teachers (in italiano "Alleanza degli Insegnanti Interessati"), noto anche come ACT-Teachers, è un movimento politico filippino di sinistra volto a tutelare i diritti degli insegnanti e del comparto scuola in generale.
Nato il 26 giugno 1982 come movimento operaio di matrice comunista, agli inizi del 2010 è stato rifondato come lista elettorale su iniziativa di vari attivisti di sinistra.
È una forza politica affiliata al Partito Comunista di Jose Maria Sison e al Nuovo Esercito Popolare, entrambi considerati organizzazioni terroristiche dalle Forze armate delle Filippine.

## Risultati elettorali
| Anno | Voti      | %    | +/-  | Seggi   | +/-     |
| ---- | --------- | ---- | ---- | ------- | ------- |
| 2010 | 372 903   | 1,26 |      | 1 / 286 |         |
| 2013 | 453 491   | 1,66 | 0,40 | 1 / 292 | Stabile |
| 2016 | 1 180 752 | 3,65 | 1,99 | 2 / 297 | 1       |
| 2019 | 395 327   | 1,42 | 2,23 | 1 / 305 | 1       |

## Rappresentanti in Parlamento
Alle elezioni parlamentari del 2019 l'Alliance of Concerned Teachers ha eletto 2 deputati al Parlamento filippino.

### Camera dei deputati
Frances Castro, Antonio Tinio.